# Offshore (båtsport)

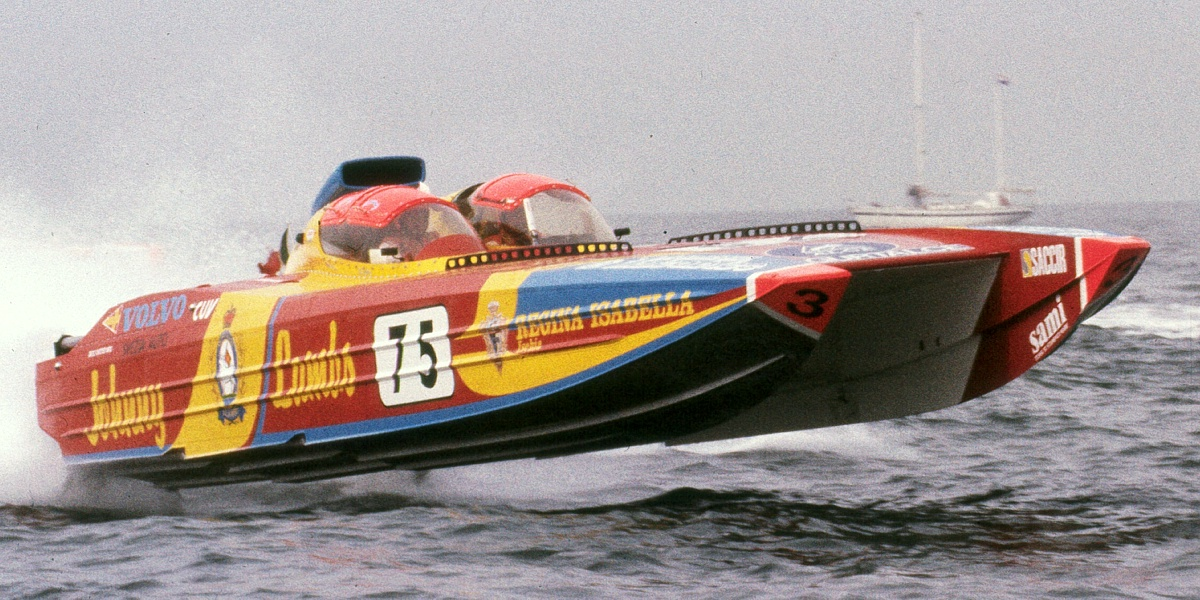
Offshorebåt, Oostende, 1992

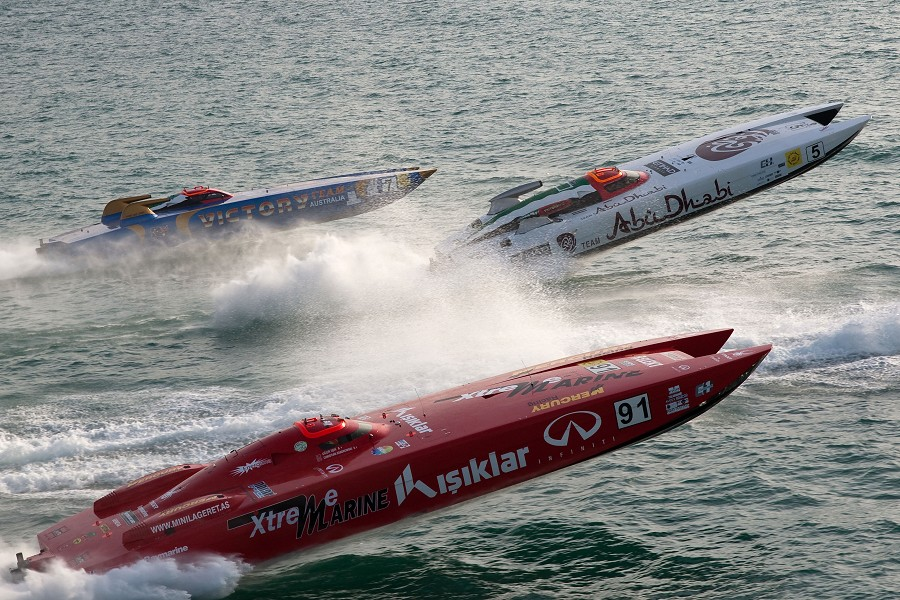
Race i Dubai, 2012

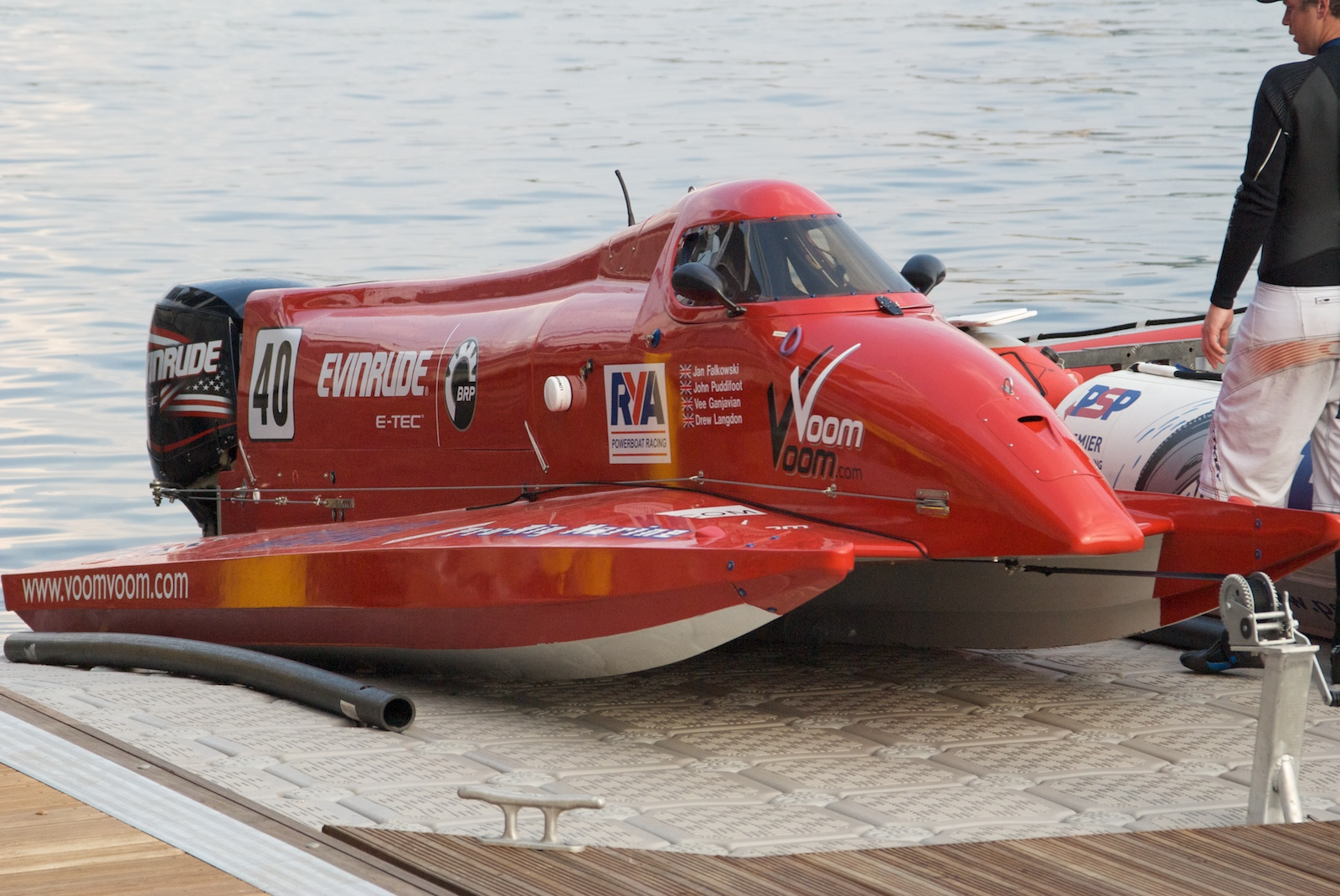
Offshore P1 powerboat, med Evinrude-motor, 20808

Offshore är grenar inom racerbåtsporten, som i motsats till inomskärs tävlingar arrangeras på vatten på öppna vatten på stora sjöar eller på havet. Offshoretävlingar sker på banor mellan två punkter snarare än på rundbana.
Minimiåldern för att få tävla i offshore är i Sverige 13 år.[källa behövs] En välkänd svensk tävling är Roslagsloppet.

## Racenummer och klassbeteckning
Vid tävlingar körs ofta många båtar från olika klasser samtidigt, vilket kan uppfattas som rörigt för åskådare. För att skilja klasser och båtar åt har varje båt en bokstav följd av ett nummer på båten. Bokstaven anger klassbeteckning och numret är förarens licensnummer.

## Klasser

### V/W-Klasser
För att råda bot på ett svalnande intresse för båtracingen skapades instegsklassen V-150. Reglerna är enkla för underlätta aktiva. Man eftersträvar att hålla kostnader nere genom att förbjuda dyrbarta ingrepp på motorn. Klassen bygger på att det skall vara likvärdiga förutsättningar för alla deltagare. Det som skall vara utslagsgivande är hur bra man kan framföra sin båt under olika tävlingsförhållanden. Eftersom alla motorer skall vara i standardskick, innebär det att alla ekipage kommer att tävla på liknande villkor. 
V/W anger skrovtypen, det vill säga enkelskrov eller flerskrov (och vingskrov), medan siffran anger maxeffekt. 

#### Z, V-150
Enskrovsbåtar med upp till 150 hkr utbordare med en tänkt maxfart av 65 knop.

#### W, W-150
Flerskrovsbåtar och vingbåtar med upp till 150 hkr utbordare med en tänkt maxfart av 70 knop.

#### D, V-450
Enskrovsbåtar med upp till 450hk ut- eller inombordare 

#### M, V-750
Enskrovsbåtar med upp till 750hk ut- eller inombordare 

### Internationella klasser
Utöver V/W klasserna som körs och regleras i Sverige, Norge och Finland så körs också ett antal andra internationella klasser flitigt i Sverige, dessa följer nedan: 
J, 60 hk
Enskrovsbåtar med upp till 60 hk. Maxfart på dryga 50 knop.  

#### A, 115 hk
Enskrovsbåtar med hiss upp till 115 hk utbordare med en tänkt maxfart på 60-65 knop. Världsrekordet 2016 cirka 67 knop [1].

#### B, 115 hk
Den minsta internationella offshoreklassen där även enskrovare kan tävla. På grövre sjö brukar enskrovare ha fördel, medan katamaranerna har en överlägsen toppfart. Motorer som används är ofta Mercury Pro XS 115 Populära båtar är Twister, toppfart kring 75 knop.

#### X, 200 hk
Enskrovsbåtar med upp till 200 hk utbordare med en toppfart på ca 80 knop. Vanlig båt är B23. 

#### C, 200 hk
Världens mest spridda Offshoreklass, båtarna får vara enskrov eller katamaraner. Vanligaste båtarna är Twister, Argocat men också Argentina hot boat. Toppfart runt 90 knop.

### Övriga klasser

#### K, 2000 Inombordare
Enkel- och flerskrovsbåtar med en max tillåten cylindervolym på 2 liter. Både bil- och båtmotorer används, populärt är Opel 16-ventilare samt Volvo. Båtsidan har också ett mycket variabelt utbud, alltifrån enkla traditionella enskrovare till modernare design såväl som katamaraner. 

#### UL, Inombordare
Stora enskrovsbåtar med standardmotorer på max 430 hk. Toppfart över 70 knop.

#### U, Inombordare
Nationell klass för riktigt stora enskrovsbåtar och motorer som ger toppfart på över 80 knop.